# 조사선량
조사선량(照射線量, radiation exposure)은 광자로부터의 이온화 방사선(감마선, 엑스선)으로 인해 대기가 이온화된 정도를 측정한 양이다. 방사선 손상의 측정으로서 이와 유사한 흡수선량 개념 보다는 덜 유용하다. 그럼에도 기체 이온화 검출기에서 직접 측정하기 편하고 선량으로 변환이 쉽다는 이유 때문에 원자력 산업에 흔히 사용된다.
조사선량의 SI 단위계는 킬로그램 당 쿨롬이지만, 원자력 산업에서 국제적으로는 뢴트겐이 흔히 사용된다. 킬로그램 당 쿨롬은 약 3876 뢴트겐과 맞먹는다.

## 참고 문헌
- Glenn F. Knoll, Radiation Detection and Measurement, fourth edition, 2010, John Wiley and Sons, Inc.
- Andrew Holmes-Siedle and Len Adams, Handbook of Radiation Effects, second edition, 2002, Oxford University Press

## 같이 보기
- 선량